# Dolby Surround

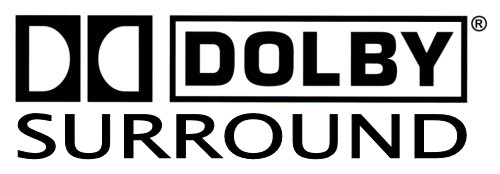

Dolby Surround foi a primeira versão para consumidor do formato multicanal analógico de som de cinema da Dolby. Foi apresentado ao público em 1982 durante o tempo em que os formatos de gravação de vídeo doméstico  (tais como Betamax e VHS) introduziram as capacidades Estéreo e HiFi. O termo Dolby Surround é utilizada de modo a não confundir theater surround (SR Dolby, que tem quatro canais de áudio) com sistema de som doméstico, que tem apenas dois. Dolby Surround é a primeira versão doméstica do Dolby Stereo. O termo também se aplica para a codificação de materiais com este formato de som.